# Zélie (bande dessinée)
Zélie est une série de bande dessinée pour la jeunesse, racontant les aventures d'une petite sorcière appelée Zélie dans le Pays Biscornu, où les sorciers et les sorcières vivent en harmonie avec les « mortels ».
- Scénario, dessins et couleurs : Cécile Chicault

## Albums
- Tome 1 : L'Apprentie sorcière (2000)
- Tome 2 : Le Bâton maléfique (2003)
- Tome 3 : Le Lac d'Entredeuxmarais (2004)

## Résumés des tomes

### Tome 1
Zélie est une apprentie sorcière, mais, à l'approche de son examen, elle n'arrive pas à apprendre ses cours. Pendant les épreuves, elle n'arrive à rien. Elle se réfugie dans le grenier de l'école et entend une divine mélodie qui vient de la maison du terrible sorcier Belfégor et sa femme la sorcière Coryza. Elle reproduit cette mélodie et Belfégor, qui est à l'intérieur de l'école, l'entend et décide de la prendre comme domestique...

### Tome 3
Saperlotte la directrice de l'école avertit ses amies que Belfégor et Coryza représentent une menace pour le Pays Biscornu. Elles ne veulent rien entendre. Cependant, Zéphira, qui est arrivé en retard, apprend à Saperlotte que Belfégor prépare un mauvais coup au Lac d'Entredeuxmarais. Zélie, elle, reçoit la visite de deux libellules qui ont un message important à remettre à son ami, Crocus, originaire du Lac d'Entredeuxmarais. Il s'avère que ses parents et son petit frère sont en grand danger...

## Publication

### Éditeurs
- Delcourt (Collection Jeunesse) : tomes 1 à 3 (première édition des tomes 1 à 3).